# X265
X265 es una aplicación y biblioteca de software libre y código abierto para la codificación de vídeo que utiliza la norma High Efficiency Video Coding (HEVC/H.265). x265 actualmente está licenciado de forma dual, bajo la Licencia Pública General de GNU (GPL) versión 2 y una licencia comercial que no es afectada por los términos de la GPL, siendo este método de licenciamiento similar al del proyecto x264.

## Historia
El 23 de julio de 2013, MulticoreWare liberó el código fuente en revisión pre-alfa de x265. El desarrollo de x265 se inició en marzo de 2013. El proyecto x265 es financiado por varias empresas que dirigirán las necesidades de desarrollo y recibirían licencias de uso comercial de x265 en sus productos sin tener que liberar sus productos bajo la licencia GPL 2. El proyecto x265 ha usado una licencia para poder utilizar el código fuente de x264 para aquellas funciones que se pueden utilizar en HEVC. El código fuente de x265 está escrito en C++ y en ensamblador. El 2 de mayo de 2014, se liberó la versión 1, con el rendimiento y las características en constante desarrollo.

## Consumo de recursos
La codificación y decodificación del formato HEVC x265 al ser un formato más reciente, consume 6 veces más recursos que x264, debido a que este realiza mayores cálculos por segundo y sus nuevos algoritmos de codificación, además de que hasta la fecha sigue en desarrollo debido a su inestabilidad.